# 阿克頓鎮站
阿克頓鎮站（英語：Acton Town tube station）是英國倫敦地鐵的一個車站，位於倫敦西南部的伊靈區的阿克頓。阿克頓鎮站是區域線和皮卡迪利線的跨月台轉乘站，位於倫敦第3收費區。車站開通於1879年7月1日。